# Campionati europei di atletica leggera 2016
I campionati europei di atletica leggera 2016 sono stati la 23ª edizione dei campionati europei di atletica leggera e si sono svolti ad Amsterdam, nei Paesi Bassi, dal 6 al 10 luglio 2016; lo stadio che ha ospitato le competizioni è l'Olympisch Stadion (Stadio Olimpico).
Sono state disputate 44 gare: 22 maschili e 22 femminili. A differenza della precedente edizione dei campionati, non sono presenti le gare di marcia, mentre la maratona è stata sostituita dalla mezza maratona, per la quale sono stati assegnati anche i titoli di squadra.
Un'altra novità di questa edizione è, per le gare dei 100, 200, 400 metri piani, 100/110 m ostacoli e 400 m ostacoli, la qualificazione diretta alle semifinali dei migliori atleti (fino a un massimo di dodici) in base al ranking stagionale, mentre i rimanenti posti (fino al raggiungimento di 24 atleti) sono assegnati tramite le batterie..
Durante il quarto giorno della manifestazione si sono svolte alcune gare di atletica leggera paralimpica dell'International Para-Athletics Challenge.
La Polonia vince nel medagliere per nazioni con 6 ori, 5 argenti e un bronzo, davanti a Germania e Regno Unito.

## Nazioni partecipanti
Prendono parte a questi campionati 50 paesi membri della European Athletics Association, con la prima volta del Kosovo. La Russia non vi partecipa a causa della sospensione della sua federazione per doping. Tuttavia la EAA ha accolto la richiesta della russa Julija Stepanova, che gareggerà come atleta neutrale indipendente. 
- Albania
- Andorra
- Armenia
- Atleti Neutrali Indipendenti
- Austria
- Azerbaigian
- Belgio
- Bielorussia
- Bosnia ed Erzegovina
- Bulgaria
- Cipro
- Croazia
- Danimarca
- Estonia
- Finlandia
- Francia
- Georgia
- Germania
- Gibilterra
- Grecia
- Irlanda
- Islanda
- Israele
- Italia
- Kosovo
- Lettonia
- Liechtenstein
- Lituania
- Lussemburgo
- Macedonia
- Malta
- Moldavia
- Monaco
- Montenegro
- Norvegia
- Paesi Bassi
- Polonia
- Portogallo
- Regno Unito
- Rep. Ceca
- Romania
- San Marino
- Serbia
- Slovacchia
- Slovenia
- Spagna
- Svezia
- Svizzera
- Turchia
- Ucraina
- Ungheria

## Logo e mascotte

Adam, la mascotte di Amsterdam 2016

La mascotte di Amsterdam 2016 è Adam, un leone la cui criniera rappresenta la fiamma olimpica, accesa per la prima volta nelle moderne Olimpiadi proprio ai Giochi di Amsterdam 1928. Indossa una maglietta bianca con il logo ufficiale della competizione. Questo è composto dalla scritta AM STER DAM e dall'anno 2016, tra i quali compaiono le tre croci di Sant'Andrea che si trovano sullo stemma di Amsterdam e che, secondo la tradizione popolare, rappresentano le tre grandi minacce che incombono sulla città: gli incendi, le inondazioni e la peste.

## Criteri di partecipazione
Le tabelle che seguono riportano i tempi e le misure minimi che gli atleti dovevano aver stabilito (tra il 1º gennaio 2015 e il 26 giugno 2016) per poter partecipare alla competizione:
| Gara                   | Uomini                                                    | Donne                                                     |
| ---------------------- | --------------------------------------------------------- | --------------------------------------------------------- |
| 100 metri              | 10"38                                                     | 11"50                                                     |
| 200 metri              | 20"95                                                     | 23"60                                                     |
| 400 metri              | 46"70                                                     | 53"40                                                     |
| 800 metri              | 1'47"60                                                   | 2'02"90                                                   |
| 1.500 metri            | 3'40"50                                                   | 15'40"00                                                  |
| 5.000 metri            | 13'40"00                                                  | 15'40"00                                                  |
| 10.000 metri           | 28'50"00                                                  | 33'20"00                                                  |
| Mezza maratona         | Nessun minimo richiesto                                   | Nessun minimo richiesto                                   |
| 100 metri ostacoli     | –                                                         | 13"30                                                     |
| 110 metri ostacoli     | 13"90                                                     | –                                                         |
| 400 metri ostacoli     | 51"00                                                     | 57"90                                                     |
| 3000 metri siepi       | 8'37"50                                                   | 9'55"00                                                   |
| Staffetta 4×100 metri  | Possono partecipare 16 squadre per ogni gara di staffetta | Possono partecipare 16 squadre per ogni gara di staffetta |
| Staffetta 4×400 metri  | Possono partecipare 16 squadre per ogni gara di staffetta | Possono partecipare 16 squadre per ogni gara di staffetta |
| Salto in alto          | 2,26 m                                                    | 1,90 m                                                    |
| Salto con l'asta       | 5,55 m                                                    | 4,40 m                                                    |
| Salto in lungo         | 7,95 m                                                    | 6,55 m                                                    |
| Salto triplo           | 16,55 m                                                   | 13,95 m                                                   |
| Getto del peso         | 19,75 m                                                   | 16,20 m                                                   |
| Lancio del disco       | 63,00 m                                                   | 56,00 m                                                   |
| Lancio del martello    | 73,50 m                                                   | 68,00 m                                                   |
| Lancio del giavellotto | 79,00                                                     | 57,50 m                                                   |
| Eptathlon              | –                                                         | 5900 p.                                                   |
| Decathlon              | 7800 p.                                                   | –                                                         |

### Regole di partecipazione
I tempi e le misure minimi di partecipazione devono rispettare le seguenti regole:
- Tutti i risultati validi per la partecipazione ai campionati europei 2016 devono essere stati ottenuti tra il 1º gennaio e il 26 giugno 2016, ad eccezione di quelli per le staffette, per le quali sono validi i tempi ottenuti entro il 19 giugno 2016.
- Tutte le performance devono essere state ottenute in manifestazioni (indoor o outdoor) organizzate in conformità con le regole IAAF.
- Tutte le performance devono essere state ottenute durante una manifestazione organizzata dalla IAAF, da una federazione continentale, o da una federazione nazionale a essa affiliate. I risultati ottenuti in altre competizioni devono essere certificati dalla federazione nazionale del paese nella quale si è disputata la gara.
- Le performance ottenute in gare miste (uomini e donne insieme) svolte interamente all'interno dello stadio non vengono prese in considerazione[4].
- Le performance ottenute con un vento a favore superiore ai 2 m/s non vengono prese in considerazione.
- Le performance misurate manualmente non sono accettate per le seguenti gare: 100 m, 200 m, 400 m, 800 m, 100 e 110 m hs, 400 m hs e staffetta 4×100 m.
- Sono accettate tutte le performance ottenute in gare indoor per i concorsi e per le corse di 200 metri o superiori.

Ogni nazione può far gareggiare fino a cinque atleti per ogni gara individuale; di questi, almeno tre devono essersi qualificati secondo i criteri sopra descritti. In alternativa, ogni nazione può iscrivere un atleta in ogni gara individuale anche se non ha ottenuto i minimi di partecipazione. L'accettazione di questi atleti non qualificatisi è a discrezione dei delegati tecnici della manifestazione in considerazione del numero totale di atleti iscritti per ogni singola gara.
Per ogni gara, la nazione ospitante può iscrivere comunque un atleta anche se non sono stati ottenuti i minimi di partecipazione.
La European Athletic Association può invitare, secondo le norme descritte nel Team manual, un certo numero di atleti per assicurare un numero minimo di partecipanti per ogni singola gara (32 atleti per 100, 200, 400, 800 m, 100, 110 e 400 m hs; 26 atleti per tutti i concorsi; 24 atleti per 1500 e 10 000 m e per le prove multiple; 20 atleti per i 5000 m. Non esiste un numero minimo di partecipanti per la mezza maratona).
Per quanto riguarda le staffette, sono ammesse alla manifestazione sedici squadre nazionali per ogni gara, in base ai due migliori tempi ottenuti nel periodo di qualificazione da ciascuna nazione. La procedura di qualificazione. La nazione ospitante ha il diritto di partecipare con una staffetta per ogni gara: se questi volessero partecipare senza essersi qualificati, il numero delle altre squadre nazionali in gara scende a quindici. Per ogni staffetta possono essere iscritti fino a sei atleti.

## Calendario
| Data                   | 6 | 6 | 7 | 7    | 8 | 8    | 9 | 9    | 10 | 10 |
| Evento                 |   |   |   |      |   |      |   |      |    |    |
| ---------------------- | - | - | - | ---- | - | ---- | - | ---- | -- | -- |
| 100 m                  | B |   |   | SF F |   |      |   |      |    |    |
| 200 m                  |   |   | B |      |   | SF F |   |      |    |    |
| 400 m                  | B |   |   | SF   |   | F    |   |      |    |    |
| 800 m                  |   |   | B |      |   | SF   |   |      |    | F  |
| 1 500 m                |   |   |   | B    |   |      |   | F    |    |    |
| 5 000 m                |   |   |   |      |   |      |   |      |    | F  |
| 10 000 m               |   |   |   |      |   | F    |   |      |    |    |
| Mezza maratona         |   |   |   |      |   |      |   |      | F  |    |
| 110 m hs               |   |   |   |      | B |      |   | SF F |    |    |
| 400 m hs               |   | B |   | SF   |   | F    |   |      |    |    |
| 3 000 m siepi          |   | B |   |      |   | F    |   |      |    |    |
| 4×100 m                |   |   |   |      |   |      |   | B    |    | F  |
| 4×400 m                |   |   |   |      |   |      | B |      |    | F  |
| Salto in alto          |   |   |   |      |   |      | Q |      |    | F  |
| Salto con l'asta       |   | Q |   |      |   | F    |   |      |    |    |
| Salto in lungo         | Q |   |   | F    |   |      |   |      |    |    |
| Salto triplo           |   |   | Q |      |   |      |   | F    |    |    |
| Getto del peso         |   |   |   |      |   |      | Q |      |    | F  |
| Lancio del disco       |   |   |   | Q    |   |      |   | F    |    |    |
| Lancio del martello    |   |   |   |      | Q |      |   |      |    | F  |
| Lancio del giavellotto |   | Q |   | F    |   |      |   |      |    |    |
| Decathlon              | F | F | F | F    |   |      |   |      |    |    |

| P | Batterie preliminari | B | Batterie | Q | Qualificazioni | SF | Semifinali | F | Finale |

| Data                   | 6 | 6  | 7 | 7    | 8 | 8    | 9 | 9  | 10 | 10 |
| Evento                 |   |    |   |      |   |      |   |    |    |    |
| ---------------------- | - | -- | - | ---- | - | ---- | - | -- | -- | -- |
| 100 m                  |   |    | B |      |   | SF F |   |    |    |    |
| 200 m                  | B | SF |   | F    |   |      |   |    |    |    |
| 400 m                  | B |    |   | SF   |   | F    |   |    |    |    |
| 800 m                  |   | B  |   | SF   |   |      |   | F  |    |    |
| 1 500 m                |   |    |   |      |   | B    |   |    |    | F  |
| 5 000 m                |   |    |   |      |   |      |   | F  |    |    |
| 10 000 m               |   | F  |   |      |   |      |   |    |    |    |
| Mezza maratona         |   |    |   |      |   |      |   |    | F  |    |
| 100 m hs               | B |    |   | SF F |   |      |   |    |    |    |
| 400 m hs               |   |    |   |      | B |      |   | SF |    | F  |
| 3 000 m siepi          |   |    |   |      | B |      |   |    |    | F  |
| 4×100 m                |   |    |   |      |   |      |   | B  |    | F  |
| 4×400 m                |   |    |   |      |   |      | B |    |    | F  |
| Salto in alto          | Q |    |   | F    |   |      |   |    |    |    |
| Salto con l'asta       |   |    | Q |      |   |      |   | F  |    |    |
| Salto in lungo         |   | Q  |   |      |   | F    |   |    |    |    |
| Salto triplo           |   |    |   |      | Q |      |   |    |    | F  |
| Getto del peso         |   | Q  |   | F    |   |      |   |    |    |    |
| Lancio del disco       | Q |    |   |      |   | F    |   |    |    |    |
| Lancio del martello    | Q |    |   |      |   | F    |   |    |    |    |
| Lancio del giavellotto |   |    | Q |      |   |      |   | F  |    |    |
| Eptathlon              |   |    |   |      | F | F    | F | F  |    |    |

## Risultati

### Uomini
| Specialità | Oro                                                                   | Prestazione | Argento                                                              | Prestazione | Bronzo                                                                     | Prestazione   |
| Corse piane |                                                                       |             |                                                                      |             |                                                                            |               |
| 100 metri (dettagli) | Churandy Martina                                                      | 10"07       | Jak Ali Harvey                                                       | 10"07       | Jimmy Vicaut                                                               | 10"08         |
| 200 metri (dettagli) | Bruno Hortelano                                                       | 20"45       | Ramil Guliyev                                                        | 20"51       | Daniel Talbot                                                              | 20"56         |
| 400 metri (dettagli) | Martyn Rooney                                                         | 45"29       | Pavel Maslák                                                         | 45"36       | Liemarvin Bonevacia                                                        | 45"41         |
| 800 metri (dettagli) | Adam Kszczot                                                          | 1'45"18     | Marcin Lewandowski                                                   | 1'45"54     | Elliot Giles                                                               | 1'45"54       |
| 1.500 metri (dettagli) | Filip Ingebrigtsen                                                    | 3'46"65     | David Bustos                                                         | 3'46"90     | Henrik Ingebrigtsen                                                        | 3'47"18       |
| 5.000 metri (dettagli) | Ilias Fifa                                                            | 13'40"85    | Adel Mechaal                                                         | 13'40"85    | Richard Ringer                                                             | 13'40"85      |
| 10.000 metri (dettagli) | Polat Kemboi Arikan                                                   | 28'18"52    | Ali Kaya                                                             | 28'21"42    | Antonio Abadía                                                             | 28'26"07      |
| Corse a ostacoli |                                                                       |             |                                                                      |             |                                                                            |               |
| 110 metri ostacoli (dettagli) | Dimitri Bascou                                                        | 13"25       | Balázs Baji                                                          | 13"28       | Wilhem Belocian                                                            | 13"33         |
| 400 metri ostacoli (dettagli) | Yasmani Copello Escobar                                               | 48"98       | Sérgio Fernández                                                     | 49"06       | Kariem Hussein                                                             | 49"10         |
| 3.000 metri siepi (dettagli) | Mahiedine Mekhissi-Benabbad                                           | 8'25"63     | Aras Kaya                                                            | 8'29"91     | Yoann Kowal                                                                | 8'30"79       |
| Prove su strada |                                                                       |             |                                                                      |             |                                                                            |               |
| Mezza maratona (dettagli) | Tadesse Abraham                                                       | 1h02'03"    | Kaan Kigen Özbilen                                                   | 1h02'27"    | Daniele Meucci                                                             | 1h02'38"      |
| Mezza maratona a squadre (dettagli) | Tadesse Abraham Julien Lyon Arian Lehmann                             | 3h12'04"    | Carles Castillejo Jesús España Ayad Lamdassem                        | 3h12'06"    | Daniele Meucci Stefano La Rosa Ruggero Pertile                             | 3h12'41"      |
| Salti |                                                                       |             |                                                                      |             |                                                                            |               |
| Salto in alto (dettagli) | Gianmarco Tamberi                                                     | 2,32 m      | Robbie Grabarz                                                       | 2,29 m      | Chris Baker Eike Onnen                                                     | 2,29 m 2,29 m |
| Salto con l'asta (dettagli) | Robert Sobera                                                         | 5,60 m      | Jan Kudlicka                                                         | 5,60 m      | Robert Renner                                                              | 5,50 m        |
| Salto in lungo (dettagli) | Greg Rutherford                                                       | 8,25 m      | Michel Tornéus                                                       | 8,21 m      | Ignisious Gaisah                                                           | 7,93 m        |
| Salto triplo (dettagli) | Max Hess                                                              | 17,20 m     | Karol Hoffmann                                                       | 17,16 m     | Julian Reid                                                                | 16,76 m       |
| Lanci |                                                                       |             |                                                                      |             |                                                                            |               |
| Getto del peso (dettagli) | David Storl                                                           | 21,31 m     | Michał Haratyk                                                       | 21,19 m     | Tsanko Arnaudov                                                            | 20,59 m       |
| Lancio del disco (dettagli) | Piotr Małachowski                                                     | 67,06 m     | Philip Milanov                                                       | 65,71 m     | Gerd Kanter                                                                | 65,27 m       |
| Lancio del giavellotto (dettagli) | Zigismunds Sirmais                                                    | 86,66 m     | Vítězslav Veselý                                                     | 83,59 m     | Antti Ruuskanen                                                            | 82,44 m       |
| Lancio del martello (dettagli) | Paweł Fajdek                                                          | 80,93 m     | Ivan Tikhon                                                          | 78,84 m     | Wojciech Nowicki                                                           | 77,53 m       |
| Prove multiple |                                                                       |             |                                                                      |             |                                                                            |               |
| Decathlon (dettagli) | Thomas Van der Plaetsen                                               | 8218 p.     | Adam Helcelet                                                        | 8157 p.     | Mihail Dudaš                                                               | 8153 p.       |
| Staffette |                                                                       |             |                                                                      |             |                                                                            |               |
| 4×100 metri (dettagli) | Gran Bretagna James Dasaolu Adam Gemili James Ellington Chijindu Ujah | 38"17       | Francia Marvin René Stuart Dutamby Mickaël-Méba Zeze Jimmy Vicaut    | 38"38       | Germania Julian Reus Sven Knipphals Roy Schmidt Lucas Jakubczyk            | 38"47         |
| 4×400 metri (dettagli) | Belgio Julien Watrin Jonathan Borlée Dylan Borlée Kévin Borlée        | 3'01"10     | Polonia Lukasz Krawczuk Kacper Kozlowski Jakub Krzewina Rafał Omelko | 3'01"18     | Gran Bretagna Rabah Yousif Delano Williams Jack Green Matthew Hudson-Smith | 3'01"44       |
| record mondiale; record mondiale stagionale; record europeo; record europeo stagionale; record dei campionati; record nazionale; record personale; record personale stagionale. |                                                                       |             |                                                                      |             |                                                                            |               |

### Donne
| Specialità | Oro                                                                       | Prestazione | Argento                                                                 | Prestazione   | Bronzo                                                                            | Prestazione |
| Corse piane |                                                                           |             |                                                                         |               |                                                                                   |             |
| 100 metri (dettagli) | Dafne Schippers                                                           | 10"90       | Ivet Lalova-Collio                                                      | 11"20         | Mujinga Kambundji                                                                 | 11"25       |
| 200 metri (dettagli) | Dina Asher-Smith                                                          | 22"37       | Ivet Lalova-Collio                                                      | 22"52         | Gina Lückenkemper                                                                 | 22"74       |
| 400 metri (dettagli) | Libania Grenot                                                            | 50"73       | Floria Guei                                                             | 51"21         | Anyika Onuora                                                                     | 51"47       |
| 800 metri (dettagli) | Nataliya Pryshchepa                                                       | 1'59"70     | Renelle Lamote                                                          | 2'00"19       | Lovisa Lindh                                                                      | 2'00"37     |
| 1.500 metri (dettagli) | Angelika Cichocka                                                         | 4'33"00     | Sifan Hassan                                                            | 4'33"76       | Ciara Mageean                                                                     | 4'33"78     |
| 5.000 metri (dettagli) | Yasemin Can                                                               | 15'18"15    | Meraf Bahta                                                             | 15'20"54      | Steph Twell                                                                       | 15'20"70    |
| 10.000 metri (dettagli) | Yasemin Can                                                               | 31'12"86    | Dulce Félix                                                             | 31'19"03      | Karoline Bjerkeli Grøvdal                                                         | 31'23"45    |
| Corse a ostacoli |                                                                           |             |                                                                         |               |                                                                                   |             |
| 100 metri ostacoli (dettagli) | Cindy Roleder                                                             | 12"62       | Alina Talaj                                                             | 12"68         | Tiffany Porter                                                                    | 12"76       |
| 400 metri ostacoli (dettagli) | Sara Slott Petersen                                                       | 55"12       | Joanna Linkiewicz                                                       | 55"33         | Léa Sprunger                                                                      | 55"41       |
| 3.000 metri siepi (dettagli) | Gesa-Felicitas Krause                                                     | 9'18"85     | Luiza Gega                                                              | 9'28"52       | Özlem Kaya                                                                        | 9'35"05     |
| Prove su strada |                                                                           |             |                                                                         |               |                                                                                   |             |
| Mezza maratona (dettagli) | Sara Moreira                                                              | 1h10'19"    | Veronica Inglese                                                        | 1h10'35"      | Jéssica Augusto                                                                   | 1h10'55"    |
| Mezza maratona a squadre (dettagli) | Sara Moreira Jéssica Augusto Dulce Félix                                  | 3h33'53"    | Veronica Inglese Anna Incerti Rosaria Console                           | 3h36'38"      | Esma Aydemir Sultan Haydar Sevilay Eytemis                                        | 3h39'59"    |
| Salti |                                                                           |             |                                                                         |               |                                                                                   |             |
| Salto in alto (dettagli) | Ruth Beitia                                                               | 1,98 m      | Airine Palšite Mirela Demireva                                          | 1,96 m 1,96 m | –                                                                                 | –           |
| Salto con l'asta (dettagli) | Ekateríni Stefanídi                                                       | 4,81 m      | Lisa Ryzih                                                              | 4,70 m        | Angelica Bengtsson                                                                | 4,65 m      |
| Salto in lungo (dettagli) | Ivana Španović                                                            | 6,94 m      | Jazmin Sawyers                                                          | 6,86 m        | Malaika Mihambo                                                                   | 6,65 m      |
| Salto triplo (dettagli) | Patrícia Mamona                                                           | 14,58 m     | Hanna Knjazjeva-Minenko                                                 | 14,51 m       | Paraskeví Papahrístou                                                             | 14,47 m     |
| Lanci |                                                                           |             |                                                                         |               |                                                                                   |             |
| Getto del peso (dettagli) | Christina Schwanitz                                                       | 20,17 m     | Anita Márton                                                            | 18,72 m       | Emel Dereli                                                                       | 18,22 m     |
| Lancio del disco (dettagli) | Sandra Perković                                                           | 69,97 m     | Julia Fischer                                                           | 65,77 m       | Shanice Craft                                                                     | 63,89 m     |
| Lancio del giavellotto (dettagli) | Tatsiana Khaladovich                                                      | 66,34 m     | Linda Stahl                                                             | 65,25 m       | Sara Kolak                                                                        | 63,50 m     |
| Lancio del martello (dettagli) | Anita Włodarczyk                                                          | 78,14 m     | Betty Heidler                                                           | 75,77 m       | Hanna Skydan                                                                      | 73,83 m     |
| Prove multiple |                                                                           |             |                                                                         |               |                                                                                   |             |
| Eptathlon (dettagli) | Anouk Vetter                                                              | 6626 p.     | Antoinette Nana Djimou                                                  | 6458 p.       | Ivona Dadic                                                                       | 6408 p.     |
| Staffette |                                                                           |             |                                                                         |               |                                                                                   |             |
| 4×100 metri (dettagli) | Paesi Bassi Jamile Samuel Dafne Schippers Tessa van Schagen Naomi Sedney  | 42"04       | Gran Bretagna Asha Philip Dina Asher-Smith Bianca Williams Daryll Neita | 42"45         | Germania Tatjana Pinto Lisa Mayer Gina Lückenkemper Rebekka Haase                 | 42"48       |
| 4×400 metri (dettagli) | Gran Bretagna Emily Diamond Anyika Onuora Eilidh Doyle Seren Bundy-Davies | 3'25"05     | Francia Phara Anacharsis Brigitte Ntiamoah Marie Gayot Floria Guei      | 3'25"96       | Italia Maria Benedicta Chigbolu Maria Enrica Spacca Chiara Bazzoni Libania Grenot | 3'27"49     |
| record mondiale; record mondiale stagionale; record europeo; record europeo stagionale; record dei campionati; record nazionale; record personale; record personale stagionale. |                                                                           |             |                                                                         |               |                                                                                   |             |

## Medagliere
Legenda
     Paese ospitante
| Posizione | Paese         | Oro | Argento | Bronzo | Totale |
| --------- | ------------- | --- | ------- | ------ | ------ |
| 1         | Polonia       | 6   | 5       | 1      | 12     |
| 2         | Germania      | 5   | 4       | 7      | 16     |
| 3         | Gran Bretagna | 5   | 3       | 8      | 16     |
| 4         | Turchia       | 4   | 5       | 3      | 12     |
| 5         | Paesi Bassi   | 4   | 1       | 2      | 7      |
| 6         | Spagna        | 3   | 4       | 1      | 8      |
| 7         | Portogallo    | 3   | 1       | 2      | 6      |
| 8         | Francia       | 2   | 5       | 3      | 10     |
| 9         | Italia        | 2   | 2       | 3      | 7      |
| 10        | Belgio        | 2   | 1       | 0      | 3      |
| 11        | Svizzera      | 2   | 0       | 3      | 5      |
| 12        | Bielorussia   | 1   | 2       | 0      | 3      |
| 13        | Norvegia      | 1   | 0       | 2      | 3      |
| 14        | Croazia       | 1   | 0       | 1      | 2      |
| 14        | Grecia        | 1   | 0       | 1      | 2      |
| 14        | Serbia        | 1   | 0       | 1      | 2      |
| 17        | Danimarca     | 1   | 0       | 0      | 1      |
| 17        | Lettonia      | 1   | 0       | 0      | 1      |
| 17        | Ucraina       | 1   | 0       | 0      | 1      |
| 20        | Rep. Ceca     | 0   | 4       | 0      | 4      |
| 21        | Bulgaria      | 0   | 3       | 0      | 3      |
| 22        | Svezia        | 0   | 2       | 2      | 4      |
| 23        | Ungheria      | 0   | 2       | 0      | 2      |
| 24        | Albania       | 0   | 1       | 0      | 1      |
| 24        | Israele       | 0   | 1       | 0      | 1      |
| 24        | Lituania      | 0   | 1       | 0      | 1      |
| 27        | Austria       | 0   | 0       | 1      | 1      |
| 27        | Azerbaigian   | 0   | 0       | 1      | 1      |
| 27        | Estonia       | 0   | 0       | 1      | 1      |
| 27        | Finlandia     | 0   | 0       | 1      | 1      |
| 27        | Irlanda       | 0   | 0       | 1      | 1      |
| 27        | Slovenia      | 0   | 0       | 1      | 1      |
| Totale    | Totale        | 46  | 47      | 46     | 139    |